# 大須賀公一
大須賀 公一（おおすか こういち、1959年11月16日 - ）は、日本のロボット工学・制御システム工学者。大阪工業大学ロボティクス＆デザイン工学部ロボット工学科教授。工学博士（大阪府立大学）。システム制御情報学会第63期会長。 計測自動制御学会フェロー・2025会長。日本ロボット学会フェロー・第26回学術講演会実行委員長。日本機械学会フェロー。ISCIE/ASME International Symposium on Flexible Automation(ISFA2014) General Chair。
専門は、ロボティクス（建設ロボット・AIロボットなど）・知能情報学・制御システム工学、非線形力学・カオス制御。

## 略歴
1959年香川県生まれ。1984年大阪大学大学院基礎工学研究科制御工学専攻修士課程修了。東芝総合研究所にて、主に非線形メカニカルシステム制御の研究開発に従事。1986年大阪府立大学（現：大阪公立大学）工学部助手。 1989年工学博士（大阪府立大学）。講師を経て、1992年同学部助教授。その間、1990年カリフォルニア大学バークレー校(UCB)客員研究員も務める。1998年京都大学大学院情報学研究科システム科学専攻助教授。2003年神戸大学工学部機械工学科教授。2009年大阪大学大学院工学研究科機械工学専攻教授。2025年大阪工業大学ロボティクス＆デザイン工学部に着任、ロボット工学科教授。
主な所属学会は、日本ロボット学会、日本機械学会、日本哲学会、計測自動制御学会、システム制御情報学会、日本フルードパワーシステム学会、IEEE。

## 主な著書
- 知能はどこから生まれるのか？ - ムカデロボットと探す「隠れた脳」（共著、近代科学社2019、学術書）
- ロボット制御学ハンドブック（松野文俊らとの共著、近代科学社2017、学術書）
- ロボット情報学ハンドブック（松野文俊との共著、近代科学社2010、学術書）
- 受動歩行ロボットのすすめ- 重力だけで2足歩行するロボットのつくりかた（共著、コロナ社2016、学術書）
- 制御の事典（共著、朝倉書店2015、学術書）
- システム制御へのアプローチ (システム制御工学シリーズ（共著、コロナ社1999、学術書）
- 制御工学 (機械システム入門シリーズ 5) （共著、共立出版1995、学術書）
- ロボット制御工学入門（共著、コロナ社1989、学術書）

## 主な受賞
- 日本ロボット学会フェロー(2010)
- 日本機械学会フェロー(2008)[6]およびロボティクス・メカトロニクス部門ROBOMEC表彰・同部門学術講演賞
- 計測自動制御学会フェロー(2013)[8]および計測自動制御学会学術奨励賞/論文賞/教育貢献賞
- システム制御情報学会椹木記念賞奨励賞
- 日本フルードパワーシステム学会論文賞
- FA財団論文賞(2023)

## 主な研究
- 多様な環境に適応しインフラ構築を革新する協働AIロボット〜 内閣府ムーンショット型研究開発制度採択プロジェクト[9] - 東京大学・大阪大学・九州大学の共同研究
- 2重旋回機構を用いた複腕の災害対応建設ロボットの開発[10]：内閣府総合科学技術・イノベーション会議主導の革新的研究開発推進プログラム2017（ImPACT）タフ・ロボティクス・チャレンジ研究開発課題 - 東京大学 ・東京工業大学・大阪大学・東北大学との共同研究
- 群ロボットシステムの異常対応に向けた自律分散的救助アーキテクチャの提案と実装[11]
- 超分散型超多脚無脳歩行ロボットの試作
- 日本の伝統芸能文楽の技をヒューマンロボットインタラクション(HRI)技術へ適応させるデザイン研究
- 空気圧人工筋を用いた拮抗筋モデルにおけるアクチュエータ間協調の解析
- 非線形システムの線形ロバスト制御に関する一考察[12]